# Fleurydora felicis
Fleurydora es un género monotípico de plantas fanerógamas que pertenecen a la familia Ochnaceae.  Su única especie Fleurydora felicis es originaria de Guinea.

## Taxonomía
Fleurydora felicis fue descrita por Auguste Jean Baptiste Chevalier  y publicado en Bulletin du Muséum d'Histoire Naturelle, sér. 2 5: 158, t. 1. 1933.